# Tomorrowland - Il mondo di domani
Tomorrowland - Il mondo di domani (Tomorrowland) è un film del 2015 diretto da Brad Bird.
La sceneggiatura di Bird e Damon Lindelof è stata fortemente influenzata dalla filosofia ottimistica di Walt Disney sull'innovazione e l'utopia, così come dalla sua visione concettuale per la comunità pianificata conosciuta come EPCOT.
Il film, che è stato distribuito in formato convenzionale e IMAX il 22 maggio 2015, è stato il primo film per il cinema distribuito in Dolby Vision.

## Trama
Frank Walker, un geniale bambino, si reca da solo all'Esposizione mondiale di New York del 1964 per presentare, senza successo, una sua invenzione, il prototipo di un jet pack; lì incontra Athena, una strana bambina che gli consegna una spilletta, e insieme visitano una delle attrazioni del parco: la spilla dà loro l'accesso a un passaggio segreto, che li porta nel misterioso e avveniristico mondo di Tomorrowland.
Anni dopo Casey, una giovane sognatrice ribelle, ogni notte si reca di nascosto a sabotare il cantiere che sta smantellando la rampa di lancio per gli Space Shuttle a Cape Canaveral, dove di giorno lavorava suo padre, un ingegnere aerospaziale della NASA ora tristemente destinato alla disoccupazione. La ragazza, in un mondo di adulti rassegnati a un futuro lugubre e senza speranza, votato all'autodistruzione, sembra essere l'unica a credere di poter cambiare le cose e che il destino degli uomini sia nelle loro mani e non già scritto. Proprio per questo Casey viene scelta da Athena, che in realtà è un sofisticato androide con le sembianze di una bambina di 12 anni proveniente da un luogo e un tempo imprecisati, per "vedere" come potrebbe essere la terra di domani. Questa visione è offerta a Casey tramite il contatto con la spilla, che trova dopo essere stata arrestata e rilasciata su cauzione del padre dopo l'ennesimo sabotaggio del cantiere di demolizione della rampa di lancio. Dopo aver tenuto la spilla per due minuti consecutivi, questa perde il proprio potere: Casey insieme ad Athena si mette alla ricerca di Frank Walker, che sembra avere a sua volta visitato Tomorrowland molti anni prima, per finire poi "esiliato" sulla Terra.
Amareggiato e invecchiato, Frank vive ora in solitudine, rinchiuso in una vecchia casa di campagna in apparente stato di abbandono, ma che in realtà ospita al suo interno numerosi congegni nati dal suo genio incompreso. Dopo una riluttanza iniziale, l'uomo decide di aiutare la ragazzina, ma ben presto i due finiscono nel mirino di altri robot (chiamati audio-animatroni) che danno loro la caccia senza tregua e cercano di ucciderli.
Sfuggiti all'assalto degli animatroni e soccorsi da Athena, per potersi salvare Frank e Casey devono fuggire dalla Terra alla volta di Tomorrowland, per tentare di rimettere a posto le cose e salvare il mondo dall'annunciata autodistruzione. Il sistema di trasporto istantaneo che i tre devono usare richiede molta energia; da una installazione segreta allestita da Frank negli Stati Uniti si trasferiscono a Parigi, dove riappaiono in cima alla Torre Eiffel, che è in realtà un'antenna di energia progettata da Gustave Eiffel, Nikola Tesla, Jules Verne e Thomas Edison. All'interno della torre vi è la rampa di lancio per una vecchia astronave con la quale si lanciano dallo spazio verso Tomorrowland: questa si rivela essere non più la bellissima città del futuro ammirata nelle visioni di Casey, ma un luogo lugubre e abbandonato, dominato dal governatore David Nix. La fine del mondo, prevista di lì a poche settimane, è indotta, come scoprono gli stessi Frank e Ceasy, da un ripetitore (chiamato monitor) che mostra all'umanità, sebbene inconsciamente, come sarà il futuro, causando così una terribile profezia che si autoavvera.
Il governatore Nix si oppone al piano di Frank e Casey, imprigionandoli e considerando ormai spacciata l'umanità, incapace di decidere da sé sul proprio destino. 
Grazie però all'aiuto di Athena, che si sacrificherà per salvare Frank, riusciranno a mettere a posto le cose e a distruggere il ripetitore. A questo punto non resta che reclutare altri sognatori in giro per il mondo, in modo da fornire all'umanità una nuova speranza.

## Produzione
Il via libera al progetto viene dato nel giugno 2011 da Sean Bailey della Walt Disney Pictures, insieme all'annuncio che Damon Lindelof avrebbe ricoperto il ruolo di sceneggiatore e produttore della pellicola, mentre nel maggio 2012 Brad Bird viene confermato alla regia.
Il budget per la realizzazione è stato di 190 milioni di dollari.
Inizialmente la Walt Disney Pictures aveva intitolato il progetto 1952, ma poi fu cambiato il titolo in Tomorrowland, lo stesso nome di un'area presente nei parchi della Disney.

### Cast
Nel novembre 2012 George Clooney entra in trattative per il ruolo principale della pellicola, mentre nel febbraio 2013 Hugh Laurie firma per il ruolo di antagonista del film.
Per il ruolo di Casey Newton fu inizialmente scelta l'attrice Shailene Woodley, che rifiutò la parte. Successivamente la parte fu offerta anche a Naomi Scott, prima di scegliere definitivamente Britt Robertson nel luglio del 2013.

### Riprese
Le riprese del film iniziano il 19 agosto 2013 ad Enderby, nella Columbia Britannica del Canada, per poi spostarsi a Vancouver e Surrey. Nell'ottobre seguente le riprese si svolgono nella Città delle arti e delle scienze di Valencia. Nel mese di novembre invece, alcune sequenze vengono riprese al Walt Disney World Resort ed alla New Smyrna Beach, entrambi nella Florida. Le riprese terminano il 15 gennaio 2014, ma il 5 febbraio vengono effettuate delle riprese aggiuntive, senza gli attori protagonisti, all'interno dell'attrazione It's a Small World del Disneyland della California.
Il budget del film è stato di 190 milioni di dollari.

## Colonna sonora
La colonna sonora del film viene curata da Michael Giacchino, già collaboratore di Damon Lindelof e Brad Bird in passato.

## Promozione
Il primo teaser trailer del film è stato diffuso il 9 ottobre 2014 dal canale YouTube della Disney Movie Trailers (in versione italiana il 9 aprile 2015).

## Distribuzione
La pellicola è stata distribuita nelle sale cinematografiche statunitensi a partire dal 22 maggio 2015 e in quelle italiane dal 21 maggio.

## Accoglienza

### Incassi
Tomorrowland debuttò negli Stati Uniti e Canada venerdì 22 maggio 2015 su 3970 sale, ricavando 9,7 milioni di dollari il giorno di apertura, in competizione con Pitch Perfect 2 (che era alla sua seconda settimana). L'incasso del film del venerdì comprendeva 725000 $ nel corso di proiezioni notturne del giovedì in un numero limitato di 701 sale.
Fuori dall'America settentrionale, ha ricavato 26.7 milioni di $ nel fine settimana di apertura in 65 Stati, finendo in seconda posizione dietro a Avengers: Age of Ultron (45.8 milioni di $).
Il film ha incassato 93.436.322 dollari nel Nord America e 115.718.000 nel resto del mondo, per un incasso totale di 209.154.322 dollari.
A causa del poco incasso mondiale, Disney ha perso circa 150 milioni di dollari con questa pellicola.

### Critica
Tomorrowland ha ricevuto critiche miste da recensori e critici. Su Rotten Tomatoes, il film ha un voto del 50%, basato su 215 recensioni, con un voto medio di 5.9/10. Nel consenso del sito si legge: "Ambizioso e d'impatto visivo, Tomorrowland è purtroppo appesantito da una narrazione irregolare. Su Metacritic, il film ha un punteggio di 60 su 100, basato su 45 critiche, indicante "recensioni contrastanti o medie". Nei sondaggi di CinemaScore condotti durante il fine settimana di apertura, gli spettatori del cinema hanno dato al film un voto medio "B" su una scala da A+ a F.
Peter Travers di Rolling Stone ha assegnato al film due stelle e mezza su quattro, scrivendo: "Tomorrowland di Brad Bird, un nobile fallimento alla ricerca del successo, è scritto e diretto con ottimismo a cuore aperto che ti allieta proprio mentre inciampa". Stephanie Merry del Washington Post ha assegnato al film due stelle su quattro, scrivendo che "Forse l'obiettivo finale di Tomorrowland rimane oscuro perché una volta che si sa dove la storia è diretta, ti rendi conto che è una storia familiare. Il film può evocare immagini futuribili, ma la storia non è niente che non abbiamo già visto prima." Moira MacDonald del Seattle Times ha assegnato al film due stelle e mezza su quattro, affermando che "Anche se è fatta con grande energia e inventiva, c'è qualcosa di torbido in definitiva in Tomorrowland; è come se il regista Brad Bird fosse rimasto così coinvolto nei set, effetti e montaggio rutilante che la storia in qualche modo è scivolata via." Colin Covert dello Star Tribune ha assegnato al film due stelle su quattro, dicendo che si tratta di "Una macchina ben oliata dal punto di vista visivo, ma una sgangherata oscillazione come narrazione, la fantasia fantascientifica Tomorrowland è una vecchia carretta pesante guidata nella fossa a tutta velocità".
James Berardinelli di ReelViews ha assegnato al film due stelle e mezza su quattro, scrivendo che "Per un po', non importa che la trama serpeggi. La storia sembra un puzzle che ci invita a risolverlo. Questa è la parte divertente. Quando tuttavia viene presentata la soluzione, essa non entusiasma."
A. O. Scott del New York Times ne ha dato una recensione negativa, scrivendo che "È importante notare che Tomorrowland non è deludente nel solito modo. Non è un altro pezzo di mediocrità da franchising disinvolto e telefonato, ma piuttosto un'opera di evidente passione e convinzione. Ciò che non è in alcun modo, è essere convincente o incantevole." Lou Lumenick del New York Post ha assegnato al film due stelle su quattro, scrivendo che "Il film non vale la somma delle sue parti, effettivamente un trailer di due ore per un film che mi avrebbe ancora interessato vedere." Steven Rea del Philadelphia Inquirer ha assegnato al film due stelle e mezza su quattro, scrivendo che è un film "Difficilmente da ricordare nei decenni a venire, o anche nei mesi a venire, una volta che il prossimo fantasy distopico adolescenziale si inserisce nelle sale cinematografiche." Ty Burr del Boston Globe ha assegnato al film due stelle e mezza su quattro, scrivendo che "Estatico scena per scena e quasi incoerente quando preso nel suo insieme, il film è idealistico e squilibrato, ispiratore e molto, molto contrastato". Stephen Whitty del Newark Star-Ledger ha assegnato al film una stella e mezza su quattro, scrivendo: "Spoglia Tomorrowland fino a ridurlo all'essenziale e ottieni un finale come "Mi piacerebbe insegnare al mondo a cantare" e una morale che si riduce a: "Basta essere positivo, OK? Allora bene, io sono positivo." Tomorrowland è stata una delusione."
David Edelstein del New York Magazine ha dato al film una recensione positiva, dichiarando che "Tomorrowland è la più incantevole diatriba culturale reazionaria mai realizzata. È così intelligente, così seducente, così totalmente rigenerante che dovrete aspettare fino a quando i vostri occhi si siano asciugati e la vostra palpitazione finita prima di poter iniziare a disquisire su di esso." Inkoo Kang di The Wrap ha scritto a sua volta una recensione positiva, scrivendo che "Tomorrowland è un film giramondo sul viaggio nel tempo le cui fantasie visive e l'esuberante violenza da cartoni animati sono minati da un timido mistero che si estende quanto la fila per le "Space Mountain" in una calda giornata estiva." Brian Truitt di USA Today ha assegnato al film tre stelle su quattro, definendolo "Una corsa spettacolare per la maggior parte del tempo, e anche se rimani un po' deluso, alla fine, viene voglia di tornare indietro rifare tutto da capo." Linda Barnard del Toronto Star assegnato al film tre stelle su quattro, scrivendo che "Brad Bird presenta una visione splendidamente lavorata, di un futuro di speranza in Tomorrowland, infondendo nel film per famiglie abbastanza azione divertente e scoppi di magia di ambientazione retrò da farsi perdonare un'apertura goffa e una debolezza da terzo atto." Joe Neumaier del New York Daily News ha assegnato al film tre stelle su quattro, dicendo che "Tomorrowland indossa il suo grande cuore filmico sulla copertina, che è a proprio vantaggio." A.A. Dowd di The A.V. Club ha assegnato al film un voto B-, dicendo che "Bird mette in scena il finimondo con genitori al seguito con la sua solita presa per dimensioni e spazio, il suo dono per l'azione che è sorpassato come la comicità fisica. Tiene il tutto in movimento, anche quando comincia a sentirsi impantanato dalla tendenza a fare prediche e da una fiera fantascientifica." Amy Nicholson di LA Weekly ha assegnato al film un voto B+, affermando che "Bird ha realizzato un film che ogni bambino dovrebbe vedere. E se il suo sogno da 190.000.000 di dollari fa fiasco, lui porrà la stessa domanda del suo film: Quando è diventato fuori moda preoccuparsene?"

## Riconoscimenti
- 2015 - Teen Choice Awards[48]
  - Candidatura per il miglior film sci-fi/fantasy
  - Candidatura per il miglior attore in un film sci-fi/fantasy a George Clooney
  - Candidatura per la miglior attrice in un film sci-fi/fantasy a Britt Robertson
- 2015 - Washington D.C. Area Film Critics Association Awards[49]
  - Candidatura per il miglior giovane a Raffey Cassidy